# Leonard Berkowitz
Leonard Berkowitz (ur. 11 sierpnia 1926, zm. 3 stycznia 2016) – amerykański psycholog znany z badań nad agresją (zob. teoria frustracji-agresji, sygnał wywoławczy agresji) oraz normami społecznymi (zob. norma odpowiedzialności społecznej).